# 尼基弗里亚王朝
拜占庭女皇雅典的伊琳娜被废黜后，拜占庭帝国的皇位传给了一个相对短命的王朝——尼基弗里亚王朝，名称来自于创始者尼基弗鲁斯一世。与其他很长一段时期相比，帝国处于一个更加脆弱和不稳定的境地，其财务状况令人担忧。
在这一时期，拜占庭几乎一直在边界上两线作战，使得其资源耗尽。和多位前任皇帝一样，尼基弗鲁斯自己也在北上对抗保加尔人的战斗中阵亡。此外，随着公元800年查理曼在罗马的舊聖伯多祿大殿被教皇利奥三世加冕为神聖羅馬皇帝，以及宣称有罗马君权的西欧新帝国的建立，使得拜占庭的影响力在西方继续减弱。

## 尼基弗鲁斯一世，802年－811年
尼基弗鲁斯一世曾是帝国的财政大臣，伊琳娜被废后，他立即着手进行了一系列财务改革。他还进行了行政改革，包括重组军区。他在803年的内战中幸存下来，和大多数拜占庭皇帝相同，他发现自己需要三线作战。805年，他在弗里吉亚的克拉索斯战役中大败，后在对抗保加尔人的战斗中丧生。

## 尼基弗鲁斯继承者，811年－813年
811年，尼基弗鲁斯的皇位被他的儿子，也是共治皇帝的斯陶拉基奥斯继承。但是他在父亲阵亡的那场战斗中也受了重伤，在经过许多继承的争议之后，其姐夫米海尔一世说服了他在当年退位，此后接手了皇位。
相比军事途径，米海尔一世更加追求外交途径。然而，他在与杀死了两位前任皇帝的保加利亚汗克鲁姆的作战中被击败，这严重地削弱了他的地位。他意识到有可能发生叛乱，考虑到先前被推翻的皇帝们的悲惨命运，他选择了退位，从而结束了短暂的尼基弗里亚王朝。

## 尼基弗里亚王朝世系图
| 君士坦丁五世 拜占庭皇帝 741年－775年 伊苏里亚/叙利亚 王朝 | 君士坦丁五世 拜占庭皇帝 741年－775年 伊苏里亚/叙利亚 王朝 | 君士坦丁五世 拜占庭皇帝 741年－775年 伊苏里亚/叙利亚 王朝 | 君士坦丁五世 拜占庭皇帝 741年－775年 伊苏里亚/叙利亚 王朝 | 君士坦丁五世 拜占庭皇帝 741年－775年 伊苏里亚/叙利亚 王朝 | 君士坦丁五世 拜占庭皇帝 741年－775年 伊苏里亚/叙利亚 王朝 |  |  | 可萨的 茨察克（伊琳娜）                                 | 可萨的 茨察克（伊琳娜）                                 | 可萨的 茨察克（伊琳娜）                                 | 可萨的 茨察克（伊琳娜）                                 | 可萨的 茨察克（伊琳娜）                                 | 可萨的 茨察克（伊琳娜）                                 |  |  |                   |                   |                   |                   |                   |                   |  |  | 尼基弗鲁斯一世 拜占庭皇帝 802年－811年 | 尼基弗鲁斯一世 拜占庭皇帝 802年－811年 | 尼基弗鲁斯一世 拜占庭皇帝 802年－811年 | 尼基弗鲁斯一世 拜占庭皇帝 802年－811年 | 尼基弗鲁斯一世 拜占庭皇帝 802年－811年 | 尼基弗鲁斯一世 拜占庭皇帝 802年－811年 |  |  |                                            |                                            |                                            |                                            |                                            |                                            |  |  |                               |                               |                               |                               |                               |                               |
| 君士坦丁五世 拜占庭皇帝 741年－775年 伊苏里亚/叙利亚 王朝 | 君士坦丁五世 拜占庭皇帝 741年－775年 伊苏里亚/叙利亚 王朝 | 君士坦丁五世 拜占庭皇帝 741年－775年 伊苏里亚/叙利亚 王朝 | 君士坦丁五世 拜占庭皇帝 741年－775年 伊苏里亚/叙利亚 王朝 | 君士坦丁五世 拜占庭皇帝 741年－775年 伊苏里亚/叙利亚 王朝 | 君士坦丁五世 拜占庭皇帝 741年－775年 伊苏里亚/叙利亚 王朝 |  |  | 可萨的 茨察克（伊琳娜）                                 | 可萨的 茨察克（伊琳娜）                                 | 可萨的 茨察克（伊琳娜）                                 | 可萨的 茨察克（伊琳娜）                                 | 可萨的 茨察克（伊琳娜）                                 | 可萨的 茨察克（伊琳娜）                                 |  |  |                   |                   |                   |                   |                   |                   |  |  | 尼基弗鲁斯一世 拜占庭皇帝 802年－811年 | 尼基弗鲁斯一世 拜占庭皇帝 802年－811年 | 尼基弗鲁斯一世 拜占庭皇帝 802年－811年 | 尼基弗鲁斯一世 拜占庭皇帝 802年－811年 | 尼基弗鲁斯一世 拜占庭皇帝 802年－811年 | 尼基弗鲁斯一世 拜占庭皇帝 802年－811年 |  |  |                                            |                                            |                                            |                                            |                                            |                                            |  |  |                               |                               |                               |                               |                               |                               |
|                                                           |                                                           |                                                           |                                                           |                                                           |                                                           |  |  |                                                         |                                                         |                                                         |                                                         | 亲属                                                    |                                                         |  |  |                   |                   |                   |                   |                   |                   |  |  |                                        |                                        |                                        |                                        |                                        |                                        |  |  |                                            |                                            |                                            |                                            |                                            |                                            |  |  |                               |                               |                               |                               |                               |                               |
|                                                           |                                                           |                                                           |                                                           |                                                           |                                                           |  |  |                                                         |                                                         |                                                         |                                                         |                                                         |                                                         |  |  |                   |                   |                   |                   |                   |                   |  |  |                                        |                                        |                                        |                                        |                                        |                                        |  |  |                                            |                                            |                                            |                                            |                                            |                                            |  |  |                               |                               |                               |                               |                               |                               |
| 可萨人利奥四世 拜占庭皇帝 751年－775年                    | 可萨人利奥四世 拜占庭皇帝 751年－775年                    | 可萨人利奥四世 拜占庭皇帝 751年－775年                    | 可萨人利奥四世 拜占庭皇帝 751年－775年                    | 可萨人利奥四世 拜占庭皇帝 751年－775年                    | 可萨人利奥四世 拜占庭皇帝 751年－775年                    |  |  | 雅典的伊琳娜                                            | 雅典的伊琳娜                                            | 雅典的伊琳娜                                            | 雅典的伊琳娜                                            | 雅典的伊琳娜                                            | 雅典的伊琳娜                                            |  |  | 雅典的提奥法诺    | 雅典的提奥法诺    | 雅典的提奥法诺    | 雅典的提奥法诺    | 雅典的提奥法诺    | 雅典的提奥法诺    |  |  | 斯陶拉基奥斯 拜占庭皇帝 803年－811年   | 斯陶拉基奥斯 拜占庭皇帝 803年－811年   | 斯陶拉基奥斯 拜占庭皇帝 803年－811年   | 斯陶拉基奥斯 拜占庭皇帝 803年－811年   | 斯陶拉基奥斯 拜占庭皇帝 803年－811年   | 斯陶拉基奥斯 拜占庭皇帝 803年－811年   |  |  | 普罗科皮娅                                 | 普罗科皮娅                                 | 普罗科皮娅                                 | 普罗科皮娅                                 | 普罗科皮娅                                 | 普罗科皮娅                                 |  |  | 米海尔一世 拜占庭皇帝 811-813 | 米海尔一世 拜占庭皇帝 811-813 | 米海尔一世 拜占庭皇帝 811-813 | 米海尔一世 拜占庭皇帝 811-813 | 米海尔一世 拜占庭皇帝 811-813 | 米海尔一世 拜占庭皇帝 811-813 |
| 可萨人利奥四世 拜占庭皇帝 751年－775年                    | 可萨人利奥四世 拜占庭皇帝 751年－775年                    | 可萨人利奥四世 拜占庭皇帝 751年－775年                    | 可萨人利奥四世 拜占庭皇帝 751年－775年                    | 可萨人利奥四世 拜占庭皇帝 751年－775年                    | 可萨人利奥四世 拜占庭皇帝 751年－775年                    |  |  | 雅典的伊琳娜                                            | 雅典的伊琳娜                                            | 雅典的伊琳娜                                            | 雅典的伊琳娜                                            | 雅典的伊琳娜                                            | 雅典的伊琳娜                                            |  |  | 雅典的提奥法诺    | 雅典的提奥法诺    | 雅典的提奥法诺    | 雅典的提奥法诺    | 雅典的提奥法诺    | 雅典的提奥法诺    |  |  | 斯陶拉基奥斯 拜占庭皇帝 803年－811年   | 斯陶拉基奥斯 拜占庭皇帝 803年－811年   | 斯陶拉基奥斯 拜占庭皇帝 803年－811年   | 斯陶拉基奥斯 拜占庭皇帝 803年－811年   | 斯陶拉基奥斯 拜占庭皇帝 803年－811年   | 斯陶拉基奥斯 拜占庭皇帝 803年－811年   |  |  | 普罗科皮娅                                 | 普罗科皮娅                                 | 普罗科皮娅                                 | 普罗科皮娅                                 | 普罗科皮娅                                 | 普罗科皮娅                                 |  |  | 米海尔一世 拜占庭皇帝 811-813 | 米海尔一世 拜占庭皇帝 811-813 | 米海尔一世 拜占庭皇帝 811-813 | 米海尔一世 拜占庭皇帝 811-813 | 米海尔一世 拜占庭皇帝 811-813 | 米海尔一世 拜占庭皇帝 811-813 |
|                                                           |                                                           |                                                           |                                                           |                                                           |                                                           |  |  |                                                         |                                                         |                                                         |                                                         |                                                         |                                                         |  |  |                   |                   |                   |                   |                   |                   |  |  |                                        |                                        |                                        |                                        |                                        |                                        |  |  |                                            |                                            |                                            |                                            |                                            |                                            |  |  |                               |                               |                               |                               |                               |                               |
|                                                           |                                                           |                                                           |                                                           |                                                           |                                                           |  |  |                                                         |                                                         |                                                         |                                                         |                                                         |                                                         |  |  |                   |                   |                   |                   |                   |                   |  |  |                                        |                                        |                                        |                                        |                                        |                                        |  |  |                                            |                                            |                                            |                                            |                                            |                                            |  |  |                               |                               |                               |                               |                               |                               |
| 君士坦丁六世 拜占庭皇帝 780年－797年 ∞ 阿姆尼亚的玛利亚   | 君士坦丁六世 拜占庭皇帝 780年－797年 ∞ 阿姆尼亚的玛利亚   | 君士坦丁六世 拜占庭皇帝 780年－797年 ∞ 阿姆尼亚的玛利亚   | 君士坦丁六世 拜占庭皇帝 780年－797年 ∞ 阿姆尼亚的玛利亚   | 君士坦丁六世 拜占庭皇帝 780年－797年 ∞ 阿姆尼亚的玛利亚   | 君士坦丁六世 拜占庭皇帝 780年－797年 ∞ 阿姆尼亚的玛利亚   |  |  |                                                         |                                                         |                                                         |                                                         |                                                         |                                                         |  |  | 巴尔达尼斯 反叛者 | 巴尔达尼斯 反叛者 | 巴尔达尼斯 反叛者 | 巴尔达尼斯 反叛者 | 巴尔达尼斯 反叛者 | 巴尔达尼斯 反叛者 |  |  |                                        |                                        |                                        |                                        |                                        |                                        |  |  |                                            |                                            |                                            |                                            |                                            |                                            |  |  |                               |                               |                               |                               |                               |                               |
| 君士坦丁六世 拜占庭皇帝 780年－797年 ∞ 阿姆尼亚的玛利亚   | 君士坦丁六世 拜占庭皇帝 780年－797年 ∞ 阿姆尼亚的玛利亚   | 君士坦丁六世 拜占庭皇帝 780年－797年 ∞ 阿姆尼亚的玛利亚   | 君士坦丁六世 拜占庭皇帝 780年－797年 ∞ 阿姆尼亚的玛利亚   | 君士坦丁六世 拜占庭皇帝 780年－797年 ∞ 阿姆尼亚的玛利亚   | 君士坦丁六世 拜占庭皇帝 780年－797年 ∞ 阿姆尼亚的玛利亚   |  |  |                                                         |                                                         |                                                         |                                                         |                                                         |                                                         |  |  | 巴尔达尼斯 反叛者 | 巴尔达尼斯 反叛者 | 巴尔达尼斯 反叛者 | 巴尔达尼斯 反叛者 | 巴尔达尼斯 反叛者 | 巴尔达尼斯 反叛者 |  |  |                                        |                                        |                                        |                                        |                                        |                                        |  |  |                                            |                                            |                                            |                                            |                                            |                                            |  |  |                               |                               |                               |                               |                               |                               |
|                                                           |                                                           |                                                           |                                                           |                                                           |                                                           |  |  |                                                         |                                                         |                                                         |                                                         |                                                         |                                                         |  |  |                   |                   |                   |                   |                   |                   |  |  |                                        |                                        |                                        |                                        |                                        |                                        |  |  |                                            |                                            |                                            |                                            |                                            |                                            |  |  |                               |                               |                               |                               |                               |                               |
| 尤菲罗西尼                                                | 尤菲罗西尼                                                | 尤菲罗西尼                                                | 尤菲罗西尼                                                | 尤菲罗西尼                                                | 尤菲罗西尼                                                |  |  | 米海尔二世 拜占庭皇帝 820年－829年 阿莫里/弗里吉亚 王朝 | 米海尔二世 拜占庭皇帝 820年－829年 阿莫里/弗里吉亚 王朝 | 米海尔二世 拜占庭皇帝 820年－829年 阿莫里/弗里吉亚 王朝 | 米海尔二世 拜占庭皇帝 820年－829年 阿莫里/弗里吉亚 王朝 | 米海尔二世 拜占庭皇帝 820年－829年 阿莫里/弗里吉亚 王朝 | 米海尔二世 拜占庭皇帝 820年－829年 阿莫里/弗里吉亚 王朝 |  |  | 特克拉            | 特克拉            | 特克拉            | 特克拉            | 特克拉            | 特克拉            |  |  | 1.巴尔卡                               | 1.巴尔卡                               | 1.巴尔卡                               | 1.巴尔卡                               | 1.巴尔卡                               | 1.巴尔卡                               |  |  | 亚美尼亚人利奥五世 拜占庭皇帝 813年－820年 | 亚美尼亚人利奥五世 拜占庭皇帝 813年－820年 | 亚美尼亚人利奥五世 拜占庭皇帝 813年－820年 | 亚美尼亚人利奥五世 拜占庭皇帝 813年－820年 | 亚美尼亚人利奥五世 拜占庭皇帝 813年－820年 | 亚美尼亚人利奥五世 拜占庭皇帝 813年－820年 |  |  | 2.狄奥多西                    | 2.狄奥多西                    | 2.狄奥多西                    | 2.狄奥多西                    | 2.狄奥多西                    | 2.狄奥多西                    |
| 尤菲罗西尼                                                | 尤菲罗西尼                                                | 尤菲罗西尼                                                | 尤菲罗西尼                                                | 尤菲罗西尼                                                | 尤菲罗西尼                                                |  |  | 米海尔二世 拜占庭皇帝 820年－829年 阿莫里/弗里吉亚 王朝 | 米海尔二世 拜占庭皇帝 820年－829年 阿莫里/弗里吉亚 王朝 | 米海尔二世 拜占庭皇帝 820年－829年 阿莫里/弗里吉亚 王朝 | 米海尔二世 拜占庭皇帝 820年－829年 阿莫里/弗里吉亚 王朝 | 米海尔二世 拜占庭皇帝 820年－829年 阿莫里/弗里吉亚 王朝 | 米海尔二世 拜占庭皇帝 820年－829年 阿莫里/弗里吉亚 王朝 |  |  | 特克拉            | 特克拉            | 特克拉            | 特克拉            | 特克拉            | 特克拉            |  |  | 1.巴尔卡                               | 1.巴尔卡                               | 1.巴尔卡                               | 1.巴尔卡                               | 1.巴尔卡                               | 1.巴尔卡                               |  |  | 亚美尼亚人利奥五世 拜占庭皇帝 813年－820年 | 亚美尼亚人利奥五世 拜占庭皇帝 813年－820年 | 亚美尼亚人利奥五世 拜占庭皇帝 813年－820年 | 亚美尼亚人利奥五世 拜占庭皇帝 813年－820年 | 亚美尼亚人利奥五世 拜占庭皇帝 813年－820年 | 亚美尼亚人利奥五世 拜占庭皇帝 813年－820年 |  |  | 2.狄奥多西                    | 2.狄奥多西                    | 2.狄奥多西                    | 2.狄奥多西                    | 2.狄奥多西                    | 2.狄奥多西                    |